# Edmund Natter
Edmund Natter (* 20. November 1877 in Stuttgart; † 17. November 1971 ebenda) war ein deutscher Rechtsanwalt.

## Werdegang
Natter wurde als Sohn des Gerichtsnotars Karl Natter geboren. Er besuchte zunächst die Lateinschulen in Geislingen und Göppingen, wo er Schulfreund des Schriftstellers Hermann Hesse wurde, für den er später auch tätig war. Anschließend war er an den evangelisch-theologischen Seminaren in Schönthal und Urach und von 1892 bis 1896 am evangelisch-theologischen Stift in Tübingen.
Nach einem Jahr als Freiwilliger in Tübingen studierte er zwischen 1897 und 1904 an den Universitäten Tübingen und Leipzig Rechtswissenschaft. Nach dem Assessorexamen erhielt er im April 1905 die Zulassung als Rechtsanwalt beim Landgericht und Oberlandesgericht Stuttgart. Während der Zeit des Nationalsozialismus trat er als Rechtsberater der Württembergischen Evangelischen Landeskirche bei ihren Auseinandersetzungen mit den Machthabern hervor und wirkte nach Kriegsende am Wiederaufbau eines rechtsstaatlichen Gemeinwesens mit. 1949 wurde er Mitglied des Staatsgerichtshofs Württemberg-Baden.
Neben seiner bedeutenden, überwiegend zivilrechtlichen Praxis, publizierte er wissenschaftlich. Er war 1907 Mitbegründer und bis 1933 Mitherausgeber der Württembergischen Zeitschrift für Rechtspflege und Verwaltung, daneben ständiger Mitarbeiter der Juristenzeitung und der Deutschen Rechts-Zeitschrift.
Von 1907 bis 1934 bildete er in Kursen Rechtsreferendare im bürgerlichen Recht, im Strafrecht und in der freiwilligen Gerichtsbarkeit aus. Für mittlere Verwaltungsbeamte lehrte er zwischen 1919 und 1925 in staatlichen Kursen. Zudem war er Mitglied einer Reihe von Aufsichtsräten in Unternehmen der Großindustrie.

## Ehrungen
- 1952: Großes Verdienstkreuz der Bundesrepublik Deutschland
- Ehrensenator der Universität Tübingen
- 1964: Verleihung des Professorentitels durch die baden-württembergische Landesregierung